# أنانسي توري
أنانسي توري (بالإنجليزية: Anansi - Tori)‏ في الأساطير الأفريقية معناها «قصص الأنانسي». وهو مصطلح أصلي بين زنوج سورينام بسبب ضخامة جسم العنكبوت التي نشأت في غرب أفريقيا. وتختلف هذه القصص في نسخها المدنية وقصصها الحرجية. ويسمي الأشانتي كل هذا أنانسايسم Anansasem. وتتضمن قصص العنكبوت عند شعب الباراماريبو (سورینام) قصصا لها صفات خاصة وهي أنها تتحدث عن موتهم وشعائرهم، وعلى الأخص الليلة الثامنة بعد الموت. فلم يخبرهم أحد في النهار، خشية أن يأتي الموتى ويستمعون بجوارهم مما يسبب الموت للراوي أو لأبويه. وزنوج الأدغال في ساراماكا يخبرون هذه القصص للميت خلال الأيام السبعة التي يكون فيها الجسد مسجي في منزل الأموات في القرية، في انتظار الدفن. والقصص تسر الميت ولذلك هي هامة جدأ له. وبسبب هذه الأهمية توسع المصطلح حتى صار يشمل رقصات الأجداد والأغاني التي تغني أثناء تلك الشعائر.